# Нидхард, Иоганн Эберхард
Иоганн Эберхард Нидхард (нем. Johann Eberhard Nidhard; 8 декабря 1607, Хофкирхен-им-Мюлькрайс, эрцгерцогство Австрия, Священная Римская империя — 1 февраля 1681, Рим, Папская область) — австрийский куриальный кардинал, испанский государственный деятель, иезуит. Генеральный инквизитор Испании с 15 января 1666 по 15 сентября 1669. Избранный епископ Агридженто с 15 сентября 1669 по 16 ноября 1671. Титулярный архиепископ Эдессы Осроенской с 16 ноября 1671 по 16 мая 1672. Кардинал in pectore с 24 августа 1671 по 16 мая 1672. Кардинал-священник с 16 мая 1672, с титулом церкви Сан-Бартоломео-аль-Изола с 8 августа 1672 по 25 сентября 1679. Кардинал-священник с титулом церкви Санта-Кроче-ин-Джерусалемме с 25 сентября 1679 по 1 февраля 1681.